# Ornithostoma
Ornithostoma (nombre que significa "boca de ave") es un género creado en 1871 por H. Govier Seeley para un cierto número de restos óseos fragmentados, mayormente de mandíbulas, de un pterosaurio desdentado del Cretácico Superior de Cambridge Greensand en Inglaterra. Uno de estos fragmentos había sido descrito en 1859 por Richard Owen. En 1871 Seeley aún no le había dado un nombre científico a la especie. Él nombró a la especie tipo O. sedgwicki en 1891, aparte de las mandíbulas también refirió  elementos de la pelvis, afirmando que ésta era idéntica a Pteranodon y tenía prioridad. En esa ocasión él también seleccionó un genolectotipo a partir de los tres fragmentos, el holotipo de la especie tipo: el espécimen CAMSM B.54485. Samuel Wendell Williston en 1893 de manera independiente también consideró que era un sinónimo más moderno de Pteranodon ingens. Él por lo tanto renombró las especies de Pteranodon: O. ingens (Williston 1893) = Pteranodon ingens (= P. longiceps) y O. harpyia (Cope 1872) = P. longiceps. Sin embargo, Richard Lydekker negó esta identidad en 1904 y, sin darse cuenta del nombre ya dado por Seeley, creó una supuesta segunda especie tipo, O. seeleyi.
En 1994 S. Christopher Bennett consideró a Ornithostoma distinto de Pteranodon. Infortunadamente Ornithostoma ha sido tratado como un taxón cajón de sastre, es decir, una conveniente etiqueta para restos que no tienen características distintivas, en forma similar al caso del dinosaurio Megalosaurus. Consecuentemente, muchos restos de pterosaurios han sido asignados a Ornithostoma aunque posiblemente representan material de géneros ya nombrados o de nuevos géneros propios sin clasificar. 
En 1914 Nikolai Nikolaevich Bogolubov nombró a una única vértebra grande Ornithostoma orientalis (corregido como O. orientale por George Olshevsky en 1991) que fue más tarde renombrado como Bogolubovia orientalis (Nesov & Yarkov 1989) siendo transferido de la familia Pteranodontidae a la familia Azhdarchidae.